# Afrochthonius reductus
Espèce
Afrochthonius reductus est une espèce de pseudoscorpions de la famille des Pseudotyrannochthoniidae.

## Distribution
Cette espèce est endémique du Sri Lanka.

## Publication originale
- Beier, 1973 : Pseudoscorpionidea von Ceylon. Entomologica Scandinavica, Supplement vol. 4, p. 39-55